# U.D.O.
Gli U.D.O. sono una band heavy metal tedesca fondata dal cantante e frontman Udo Dirkschneider, ex-Accept, nel 1987.

## Storia
Nel 1987 Udo Dirkschneider è all'apice del successo con gli Accept, gruppo heavy metal teutonico che egli stesso aveva contribuito a formare, ma siccome i rapporti tra i membri non sono dei migliori, il cantante decide di abbandonarli e formare un'altra propria band appunto, gli U.D.O. La band esordisce nello stesso anno con l'album Animal House (RCA, 1987), probabilmente uno dei migliori album della band. L'album ha un buon successo e lo stile è quello dei classici Accept, ma già nel successivo,  Mean Machine (RCA, 1989), la formazione risulta cambiata, con stabili solo il frontman e il virtuoso chitarrista Mathias Dieth.

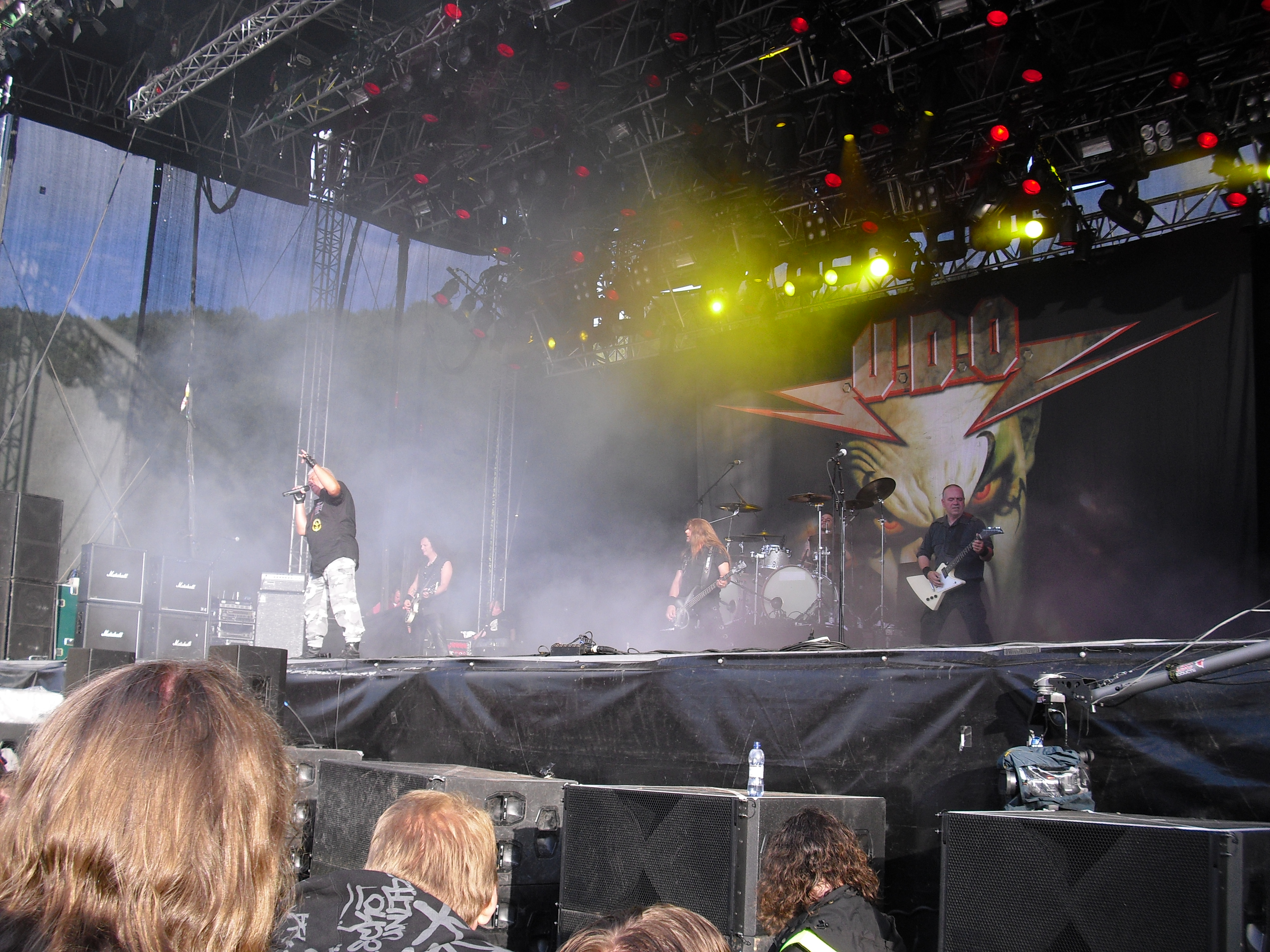
Gli U.D.O. al Norway Rock Festival 2009

Nel 1990 esce Faceless World, album prodotto da Stefan Kaufmann, ex-batterista degli Accept e futuro chitarrista degli U.D.O., che consacra definitivamente gli U.D.O. nella scena heavy metal mondiale, complice anche un tour insieme a Ozzy Osbourne.
Il loro quarto album Timebomb (RCA, 1991) però risulta ancora meglio dei precedenti, essendo più violento, tecnico e veloce, assomigliando molto all'album dei Judas Priest Painkiller.
Nei successivi cinque anni però, Udo torna insieme agli Accept pubblicando con loro altri tre album prima del loro temporaneo scioglimento, avvenuto nel 1996. Riforma quindi gli U.D.O., e stavolta come chitarrista c'è Stefan Kaufmann, oltre ad altri due membri nuovi. Nel 1997 viene pubblicato Solid (GUN, 1997), disco che contiene la nota Independence Day.
Nei successivi anni escono No Limits (GUN, 1998) e Holy (GUN, 1999), che riporta la band ad un sound simile a Balls to the Wall degli Accept.
Nel 2002 è il turno di Man and Machine che contiene il duetto con Doro Pesch (ex-Warlock) Dancing with An Angel.
Nei successivi anni escono anche Thunderball e Mission No. X, ma è con Mastercutor del 2007 che la band ritorna all'apice del successo, anche molto commerciale stavolta, tanto che nel 2008 viene pubblicato Mastercutor Alive, disco dal vivo che celebra l'album ma anche le altre hit degli U.D.O. e degli Accept.
Nel 2009 e nel 2011 è invece la volta di Dominator, preceduto dall'EP Infected e di Rev-Raptor, preceduto da Leatherhead.
Il 4 maggio 2012 è uscita la raccolta celebrativa dei 25 anni di attività della band, contenente rarità e materiale inedito, Celebrator - Rare Tracks.
Nel settembre dello stesso anno, Stefan Kaufmann ha deciso di lasciare la band per non meglio specificate ragioni di salute, sostituito dal giovane Audrey Smirnov
Nel gennaio 2013 invece, ha lasciato la band Igor Gianola, venendo sostituito da Kasperi Heikkinen
Il nuovo album della band, intitolato Steelhammer è stato pubblicato il 21 maggio 2013, a cui è seguito agli inizi del 2015 Decadent.

## Formazione

### Formazione attuale
- Udo Dirkschneider: voce (1987 - 1991, 1996 - oggi)
- Audrey Smirnov: chitarra (2013 - oggi)
- Fitty Wienhold: basso (1996 - oggi)
- Sven Dirkschneider: batteria (2015 - oggi)

### Ex componenti
- Peter Szigeti: chitarra (1987)
- Mathias Dieth: chitarra (1987 - 1991)
- Wolla Bohm: chitarra (1990)
- Andy Susemihl: chitarra (1987 - 1991)
- Frank Fricke: chitarra (1991 - 1992)
- Stefan Kaufmann: chitarra (1996 - 2012)
- Igor Gianola: chitarra (1998 - 2013)
- Jürgen Graf: chitarra (1996 - 1998)
- Frank Rittel: basso (1987)
- Dieter Rubach: basso (1987 - 1989)
- Thomas Smuszynski: basso (1989 - 1991)
- Thomas Franke: batteria (1987 - 1989)
- Stefan Schwarzmann: batteria (1988 - 1991, 1996 - 1999)
- Lorenzo Milani: batteria (2000 - 2004)
- Francesco Jovino: batteria (2004 - 2014)
- Kasperi Heikkinen: chitarra (2013 - 2017)

## Discografia
- 1987 - Animal House
- 1989 - Mean Machine
- 1990 - Faceless World
- 1991 - Timebomb
- 1997 - Solid
- 1998 - No Limits
- 1999 - Holy
- 2002 - Man and Machine
- 2004 - Thunderball
- 2005 - Mission No. X
- 2007 - Mastercutor
- 2009 - Dominator
- 2011 - Rev-Raptor
- 2013 - Steelhammer
- 2015 - Decadent
- 2018 - Steelfactory
- 2021 - Game Over
- 2023 - Touchdown